# Вернер-Карл-Херман фон дер Шуленбург-Волфсбург
Вернер-Карл-Херман фон дер Шуленбург-Волфсбург (на немски: Werner Karl Hermann, Graf von der Schulenburg-Wolfsburg; * 15 март 1857, Емден, Саксония-Анхалт; † 21 юли 1924, Бад Кисинген, Бавария) е граф от род „фон дер Шуленбург“ в дворец Волфсбург и член на „Пруския Херенхауз“ (1904 – 1918).

## Биография
Потомък е на граф Гебхард Вернер фон дер Шуленбург (1722 – 1788), дворцов маршал при Фридрих Велики и основател на „клона Волфсбург“ на клон Бетцендорф на благородническия род фон дер Шуленбург.
Той е син, най-голямото дете (от седем деца), на политика граф Гюнтер фон дер Шуленбург (1819 – 1895) и Аделхайд фон дер Шуленбург-Емден (1834 – 1870), дъщеря на граф Едуард фон дер Шуленбург-Емден (1792 – 1871) и фрайин Аделхайд фон дер Рек (1807 – 1891). Баща му Гюнтер се жени втори път на 9 май 1873 г. в Потсдам за нейната сестра Маргарета Аделхайд фон дер Шуленбург-Емден (1839 – 1906). Той е брат на граф Гюнтер Вернер фон дер Шуленбург (1861 – 1918).
През Първата световна война Вернер-Карл-Херман фон дер Шуленбург-Волфсбург е от 1914 до 1918 г. резервен офицер.

## Фамилия
Вернер-Карл-Херман фон дер Шуленбург-Волфсбург се жени на 1/3 юли 1890 г. в Бад Есен за фрайин Фрида фон дем Бусше-Ипенбург, наричана фон Кесел (* 21 март 1871, Ипенбург; † 23 март 1949, Биздорф, окр. Гифхорн), дъщеря на граф Фридрих Вилхелм Георг Кристиан Кламор фон дер Бусше-Ипенбург, фон Кесел (1830 – 1897) и Елза фон Арним (1834 – 1919). Те имат шест деца:
- Гюнтер Вернер Бусо фон дер Шуленбург (* 15 април 1891, Хановер; † 12 март 1985, Хановер), женен на 4 май 1928 г. в Хановер за Урсула Агнес Ели Фрида Аделхайд, фрайин фон Динклаге (* 27 юли 1905, Хановер; † 1 декември 1951, Волфсбург при катастрофа); имат четири деца
- Елизабет Маргарета фон дер Шуленбург (* 8 юли 1892, Ипенбург), омъжена I. на 6 юли 1912 г. във Волфсбург (развод на 17 декември 1927 г.) за Адалберт Карл Вернер фон дер Шуленбург (* 24 юли 1885, Бургшайдунген; † 4 април 1951, Лаутербах-Блитценрод, Хесен), II. на 20 март 1928 г. в Берлин за Валтер Хеге
- Берта Урсула фон дер Шуленбург (* 29 август 1893, Волфсбург), омъжена на 5 октомври 1922 г. във Волфсбург за др. Конрад Евгений Карл Еренрайх фон Зидов (* 8 март 1881, Ращат, Баден; † 14 февруари 1949, Кьонигслутер)
- Рената Шарлота Юлия фон дер Шуленбург (* 15 март 1897, Волфсбург; † 24 юни 1971, Волфсбург), омъжена I. на 15 май 1918 г. във Волфсбург за граф Гунтер Оскар Георг Бернхард фон Щош (* 29 май 1893, Лигниц; † 23 март 1955, Есен-Рютеншайд), II. на 12 декември 1932 г. в Берлин за проф. др. Кристел Рогенбау
- Гизела Катарина Елизабет фон дер Шуленбург (* 14 март 1901, Волфсбург), омъжена на 12 юли 1921 г. във Волфсбург за граф Фридрих Йохан Вернер Фердинанд Куно фон Алвенслебен (* 21 август 1895, Хиршберг, Силезия; † 27 април 1950, Хамбург)
- Вернер Херман Андреас Албрехт фон дер Шуленбург (* 5 ноември 1903, Волфсбург; † 24 април 1946, Брест-Литовск, в плен в Беларус), доктор по право, женен на 9 март 1933 г. в Берлин за Агнес Дубоаз (* 22 август 1892, Берлин, † 28 януари 1976, Баден-Баден)